# Ibn Iyas
Muhammad ibn Iyas (né en juin 1448 et mort après novembre 1522) est l'un des plus importants historiens égyptiens. D'origine circassienne, il était l'un des mamelouks et était un témoin de l'événement historique de l'invasion de l'Égypte par les Ottomans.
Badai' al-Zuhur fi Waqai' al-Duhur (5 volumes en 6 volumes) est son œuvre la plus importante. Il y raconte la grande histoire de l’Égypte, en particulier à l’époque mamelouke.
Ses citations ont été utilisées dans de nombreuses références, comme son affirmation à propos d'An-Nâsir ben Qalâ'ûn: « Son nom a été mentionné partout comme aucun autre roi. Tous les rois lui ont écrit, lui ont envoyé des cadeaux et le craignaient. Toute l'Égypte était en sa prise ».